# LVMH
酩悅·軒尼詩-路易·威登集團（法語：LVMH Moët Hennessy Louis Vuitton），又称路威酩轩集团、集团，是當今世界最大的跨國奢侈品綜合企業，雄踞在《財富》雜誌世界500強公司排行榜上，總部位於法國巴黎。該公司是1987年時裝品牌路易威登與酩悅軒尼詩（Moët Hennessy）合併而成立，而酩悅軒尼詩則是1971年由香檳酒製造商酩悅和干邑白蘭地製造商軒尼詩併購而成。該集團控制著大約60個子公司，每個子公司負責管理少量具有高度聲望的品牌。這些子公司通常以獨立管理方式運作。 
奢侈品集團克里斯汀·迪奧是LVMH的主要控股公司，擁有其41％的股份和56.8％的投票權。迪奧的大股東贝尔纳·阿尔诺是迪奧和LVMH兩家公司的董事长和LVMH的首席执行官。

## 歷史
酩悦香槟由酒商克勞德·酩悅（Claude Moët）於1743年創立。軒尼詩由愛爾蘭裔退役軍人理察·軒尼詩於1765年創立。路易·威登由路易·威登於1854年在巴黎創立。酩悅與軒尼詩於1971年合併成為酩悅·軒尼詩集團。
1987年，酩悦·轩尼诗与路易威登合并成LVMH，奠定了一个奢侈品帝国的雏形。貝爾納·阿爾諾也通过迪奥公司大幅增持LVMH股票，意图以最少的投入取得LVMH的控制权。他的行为引起了时任管理层的强烈不满，但1989年的股灾却帮助他实现了自己的野心，一年多时间，他以低价增持LVMH股份至44%，迅速换掉原有管理层，并为LVMH树立做全世界最大奢侈品集团的雄心。如今，集团已拥有134,476名員工，旗下擁有70多個品牌，门店总数达到3948家，是當今世界最大的精品集團。集團主要業務包括以下五個領域：葡萄酒及烈酒、時裝及皮革製品、香水及化妝品、鐘錶及珠寶、精品零售。
根據2013年LVMH中期業績報告的數據顯示，以港元發票計的銷售額達10.96億歐元，相等於約118.4億港元，按年同期大升40.8%，
De Beers Diamond Jewellers成立於2001年，由全球最大的精品集團LVMH（路威酩軒）集團和國際舉足輕重的鑽石開採及市場營銷公司De Beers SA負責獨立管理及運作。
1996年，LVMH以24.7亿美元的高价收购DFS（環球免稅集團）創辦人之一查克·費尼和公司律师阿倫·柏克（Alan Parker）手中接近60%的DFS股權，另一創辦人羅伯特·米勒（Robert Miller）仍保留其持有的38.75%股权。
2010年10月24日，LVMH購入愛馬仕集團14.2%的股份，若再把其可換股衍生工具轉換普通股，其總持股量將增加至17.1%，總作價高達14.5億歐元（20億美元）。LVMH仍然不斷增持愛馬仕，2013年7月增持股份至23.1%
2011年3月8日，LVMH將發行1,650萬股公司股份支付寶格麗家族持有的50.4%寶格麗股份，涉資18.7億歐元，LVMH亦同時向寶格麗小股東提出全面收購，每股作價12.25歐元，涉資最多約37億歐元（約405.6億港元）。交易完成後，寶格麗家族將是LVMH第二大股東，持股約3.5%。
2012年4月25日，LVMH旗下的投資基金L Capital聯同中信產業基金購入Ochirly（歐時力）的10%股份。該投資涉及二億美元，是L Capital首次持有中國公司股份，亦即間接代表法國LVMH集團首次買入中國時裝品牌。
2013年2月21日，LVMH表示已買進法國設計公司馬克西姆·西姆昂斯（Maxime Simoens）的少量股份。
2013年7月9日，LVMH斥资高達20億歐元（約合200億港元或25.8億美元），收購意大利羊絨衣服生產商諾悠翩雅（Loro Piana）80%股權，Loro Piana創辦人家族將持有餘下20%股權，該公司2013年營業額約7億歐元（約合70億港元或8.98億美元），亞洲市場佔約三成比重。
2013年9月21日，LVMH發布聲明宣布收購英國奢侈鞋履設計師品牌尼可拉斯·科克伍德（Nicholas Kirkwood）的多數股權，讓其成为LVMH旗下时尚部门LVMH Fashion Group的品牌。
2013年9月26日，LVMH發布聲明宣布收購新銳設計師喬納森·威廉·安德森（Jonathan William Anderson）同名時尚品牌JW安德森（JW Anderson）的少數股權。
2014年4月15日，LVMH透過旗下的私募基金L Capital Management及L Capital Asia收購義大利精品鞋履集團Vicini S.p.A.旗下品牌朱塞佩·薩諾第（Giuseppe Zanotti Design）30％的股權。
2014年4月29日，LVMH透過旗下的私募基金L Capital Asia斥資1億美元收購翡翠餐飲集團逾90%股份，翡翠餐飲在新加坡、中國及美國等9個國家和地區開設129家餐廳。2013年營業銷售額約2.5億美元。
2016年7月26日，LVMH将旗下高级女装品牌唐納·凱倫（Donna Karan）及其副线品牌DKNY以6.5亿美元的价格售予美国服装制造商G-III Apparel。
2016年10月4日，LVMH斥資6.4億歐元（約7.16億美元），向德國高級行李箱生產商日默瓦創辦人的孫子迪特爾·莫爾斯策克（Dieter Morszeck）收購日默瓦80%的股權。
2017年2月3日，LVMH和義大利眼镜制造商Marcolin共同成立一家從市眼鏡設計和生産的合資公司，同时，LVMH集團将收購Marcolin集團10%的股權。
3月23日，戴比爾斯向LVMH收購De Beers Diamond Jewellers 50%的股权。自此，戴比爾斯100%控股该品牌的零售业务。
4月25日，貝爾納·阿爾諾家族斥資121億歐元（約131.6億美元）收購克里斯汀·迪奧餘下的25.9%股權，按收購要約，LVMH將向迪奧股東提出每股迪奧支付172歐元現金、0.192股愛馬仕收購；次級收購方案包括以全現金形式、每股迪奧支付260歐元；或以每0.566股愛馬仕換1股迪奧股份。阿爾諾家族現分別持有迪奧74.1%和愛馬仕8.3%股份。
2017年，LVMH宣佈將會創立“La Maison des Startups”計劃，支援各類新創公司。LVMH首席數碼官伊恩·羅傑斯（Ian Rogers）接受訪問時表示眼見近年新創公司愈來愈多，希望能夠集合力量，並與企業建立良好合作關係。計劃對象為全球時裝新創公司，每年分為兩期，為期6個月，分別有50個名額。
4月25日，LVMH斥資65億歐元收購克麗絲汀迪奧高級訂製服（Christian Dior Couture）。
12月，LVMH和義大利眼镜制造商Marcolin集团签署合资協議，共同成立一个各佔51%和49%股份的合資公司Thélios，按照协议，Marcolin集團将負责LVMH旗下幾个品牌眼镜系列的设计、生產、分销和推廣。
2018年7月11日，LVMH出售主打可持續發展的時裝品牌Edun 49%的股份給創始人，並停止有關品牌一切業務，而Edun在完成業務重組後會回歸市場，其現任首席執行長朱里安·拉巴特（Julien Labat）將繼續在品牌留任。
LVMH宣布於10月12至13日為開放日，開放旗下56個品牌予全球公眾報名參觀，當中開放的76個工藝坊地點其中一半是從未公開的，包括紐西蘭、美國、阿根廷、法國等等。
2018年12月14日，LVMH以每股25美元的價格，連同債務及優先股計算在內斥資32億美元收購貝爾蒙德酒店集團（Belmond），貝爾蒙德在全球24个国家開設46家高端酒店，2017年总收入为5.61亿美元。除了酒店业务，貝爾蒙德还拥有纽约“21俱乐部”地下酒吧、法国游轮、伦敦-威尼斯专线火车以及博茨瓦纳野生动物园营地，旗下业务主要涵盖酒店、火车、轮船、餐厅4大版块
2019年7月15日，LVMH購買英國設計師品牌史黛拉·麥卡尼少數股權。该品牌不久前才結束與開雲集團的長期合作關係，史黛拉‧麥卡尼仍將擁有同名品牌的多數所有權，並續任創意總監。
2019年11月26日，LVMH與美國珠寶商蒂芙尼公司（Tiffany & Co.）達成協議，LVMH斥資162億美元現金，即每股135美元收購該公司，藉此加強集團最弱的珠寶業務，同時利用蒂芙尼網絡擴大集團的美國市場佔有率。
2020年9月，LVMH指责Tiffany & Co.在Covid-19大流行期间亏损了3200万美元，却向股东支付了数百万股利，决议放弃收购，双方诉诸法院。LVMH对Tiffany提起的诉讼提起反诉； LMVH发表的声明指责蒂芙尼在大流行期间的管理不善，并声称蒂芙尼在“烧钱并报告亏损”。 2020年10月下旬，蒂芙尼和LVMH再次达成收购计划，尽管价格略有降低，接近$160亿。新交易将LVMH的每股支付金额从原来的$135减少至$131.50。LVMH于2021年1月完成了对蒂芙尼的收购。

## 旗下品牌
- 葡萄酒及烈酒
  - 酩悅香檳（Moët & Chandon）：成立於1743年，主營香檳
  - 唐培里侬香槟王（Dom Pérignon）：成立於18世紀，主營香檳
  - 凱歌香檳（Veuve Clicquot）：成立於1772年，主營香檳
  - 庫克香檳（Krug）：成立於1843年，主營香檳
  - 梅西耶香檳（Mercier）：成立於1858年，主營香檳
  - 修納爾香檳（Ruinart）：成立於1729年，主營香檳
  - Domaine des Lambrays：最早可追溯到1365年，是酒品業務中最古老的品牌，主營葡萄酒
  - 迪襟莊園：（Château d'Yquem）：成立於1593年，主營高級葡萄酒
  - 軒尼詩（Hennessy）：成立於1765年，主營干邑
  - 格蘭傑（Glenmorangie）：成立於1843年，主營蘇格蘭威士忌
  - 雅柏（英语：Ardbeg）：成立於1798年，主營蘇格蘭威士忌
  - Domaine Chandon (California)：成立於1973年，主營气泡酒及加州葡萄酒
  - Bodegas Chandon (Argentina)：成立於1959年，主營气泡酒及阿根廷葡萄酒
  - Domaine Chandon (Australia) Green Point：成立於1986年，主營气泡酒及澳洲葡萄酒
  - 雲灣（Cloudy Bay）：成立於1985年，主營紐西蘭葡萄酒
  - 曼達岬（Cape Mentelle）：成立於1977年，主營澳洲葡萄酒
  - 紐頓（Newton）：成立於1977年，主營加州葡萄酒
  - 安地斯之階（Terrazas de los Andes）：成立於1999年，主營葡萄酒
  - 雪樹（Belvedere）：主營伏特加
  - 10 Cane：成立於2005年，主營朗姆酒
  - 文君酒：成立於1951年，主營中國白酒。2017年已将全部股权出售给剑南春。
  - 敖雲：成立於2013年，主營中國葡萄酒
  - 安地斯白馬（Cheval des Andes）：成立於1999年，主營阿根廷葡萄酒
  - Numanthia：主營西班牙葡萄酒
  - 酩悅軒尼詩帝亞吉歐洋酒香港有限公司
- 時裝及皮革製品
  - 路易威登（Louis Vuitton）：成立於1854年，主營皮革製品、成衣、鞋履、腕錶、珠寶、紡織品及書寫用品
  - 克里斯汀·迪奥（Christian Dior）：成立於1947年，主營高級訂製服、成衣、鞋履、皮革製品及飾品
  - 羅威（Loewe）：成立於1846年，主營皮革製品、成衣、絲绸飾品及香水
  - 思琳（Celine）：成立於1945年，主營成衣、皮革製品、鞋履、飾品及香水
  - 貝魯堤（Berluti）：成立於1895年，主營鞋履
  - 凱卓（Kenzo）：成立於1970年，主營成衣、皮革製品、鞋履及飾品
  - 紀梵希（Givenchy）：成立於1952年，主營高級訂製服、成衣、鞋履、皮革製品及飾品
  - 馬克·雅各布斯（Marc Jacobs）：成立於1984年，主營男女成衣、皮革製品、飾品及香水
  - 芬迪（Fendi）：成立於1925年，主營成衣、皮革製品、飾品及香水
  - 史提芬諾偪（StefanoBi）：成立於1991年，主營鞋履
  - 艾米里歐普奇（Emilio Pucci）：成立於1947年，主營成衣及飾品
  - 湯瑪斯品克（Thomas Pink）：成立於1984年，主營襯衫、領帶及服飾用品
  - 史黛拉·麥卡尼（Stella McCartney）
  - Nowness：成立於2009年，主營線上精品雜誌
  - Loro Piana
  - J.W. Anderson
  - Nicholas Kirkwood
  - Maxime Simoens
  - Etro
  - 日默瓦（Rimowa）：成立於1898年，高級行李箱生產商
  - Off-White：是一家義大利街頭潮牌及奢侈品品牌，由美國設計師 維吉爾·阿布洛於2012年在義大利米蘭創建
- 香水及化妝品
  - 克里斯汀·迪奥（Parfums Christian Dior）：成立於1947年，主營香水、化妝品及保養品
  - 嬌蘭（Guerlain）：成立於1828年，主營香水、化妝品及保養品
  - 茶靈 （Cha Ling L'esprit Du Thé）：LVMH Research研發，2016年1月正式推出市場，主營護膚，美體，香水，室內香氛，古樹茶葉，茶具
  - 紀梵希（Parfums Givenchy）：成立於1957年，主營香水、化妝品及保養品
  - 高田賢三（Kenzo Parfums）：成立於1988年，主營香水、沐浴系列及保養品
  - Laflachère：成立於1987年，主營衛生、美容及家用清潔製品
  - 貝玲妃（BeneFit Cosmetics）：成立於1976年，主營化妝品、美容及保養品
  - Fresh：成立於1991年，主營護膚、美體、香水、化妝品及蠟燭
  - Make Up for Ever：成立於1984年，主營化妝師專用產品及普通消費化妝品
  - 帕爾馬之水（Acqua di Parma）：成立於1916年，主營香水、古龍水
  - 羅威（Perfumes Loewe）：成立於1972年，主營香水
  - 丝芙兰（Sephora)
  - Yigritte（英格麗德 ）成立於1992年，主營保養品
  - Officine Universelle Buly 1803
  - Maison Francis Kurkdjian
  - Fresh和Fenty Beauty by Rihanna（與流行天后蕾哈娜聯手打造）
- 鐘錶及珠寶
  - 寶格麗（Bvlgari）：成立於1884年，主營珠寶、頂級珠寶及腕錶
  - 豪雅錶（TAG Heuer）：成立於1860年，主營鐘錶及計時器
  - 真力時（Zenith）：成立於1865年，主營鐘錶及計時器
  - 宇舶表（Hublot）：成立於1980年，主營鐘錶及計時器
  - 迪奧（Dior）：成立於1975年，主營腕錶及書寫用品
  - 斐登（Fred）：成立於1936年，主營珠寶、頂級珠寶及腕錶
  - 蒂芙尼公司（Tiffany & Co.）：成立於1837年，主營珠寶、頂級珠寶及腕錶
  - 尚美巴黎（Chaumet）：成立於1780年，主營珠寶、頂級珠寶及腕錶
- 精品零售
  - DFS Galleria：成立於1961年，主營免稅商品銷售
  - Miami Cruiseline Services：成立於1963年，主營遊輪免稅商品銷售
  - 絲芙蘭（Sephora）：成立於1969年，主營香水、化妝品、保養品及美容用品
  - 絲芙蘭（Sephora.com）：成立於1999年，主營香水、化妝品、保養品及美容用品網路銷售
  - 玻瑪榭百貨（Le Bon Marché）：成立於1852年，主營百貨商品、Franck & Fils商店、La Grande Epicerie de Paris
  - 薩瑪利丹百貨（Samaritaine）：成立於1870年，主營百貨商品
  - La Grande Epicerie de Paris：成立於1923年，高端美食超市
- 報業
  - 回聲報
  - 巴黎人報
- 其他領域
  - Groupe Les Echos：Les Echos、Investir、Classica、Radio Classique
  - Royal Van Lent
  - 斯達伯德郵輪服務公司Starboard Cruise Services.Inc
  - Cova
  - NOWNESS （页面存档备份，存于）
  - Jardin d'Acclimatation法國第一家休閒娛樂公園。1860年開放，目前每年迎接150萬名遊客
  - 24 Sèvres
  - Belmond持有36間主打高檔市場的酒店
  - Princess Yachts
  - Flexjet，全球领先的高端私人航空服务商

## 海外投資
透過旗下私募基金L Capital Asia投資
- 中國 赫基國際集團 10%
- 中國 欣賀服飾有限公司
- 中國 砂之船集團 注資逾1億美元（約7.8億港元）
- 中國 丸美生物技術股份有限公司 49％
- 中國 中哲慕尚控股有限公司（GXG）70%股權
- 新加坡 CHARLES & KEITH
- 明豐珠寶 8.61%
- 印度 Genesis Luxury 25.5％
- 印度 Fabindia（英语：Fabindia） 8%
- 台灣 DR.WU（達爾膚生醫，舊稱天昱）20％
- 韓國 珂莉奧（英语：Clio Cosmetics）（Clio）7%股權
- 韓國 YG娛樂
- 澳洲 2XU（英语：2XU）（功能服裝品牌） 40%股權
- 澳洲 R.M. Williams（英语：R.M. Williams） 49.9%股權
- 紐約 Supreme
- 日本 ETVOS
- 日本 OWNDAYS

## 慈善
在法國，LVMH是藝術的重要贊助人。 集團在巴黎大皇宮舉辦了大約十個展覽，分別是「安德·沃霍爾大世界」 和「畢加索和母親」 。 LVMH還支持贊助蓬皮杜中心（Centre Georges Pompidou）的「 l'atelier d'Alberto Giacometti」和「伊夫·克萊恩」。
自2005年—也就是LVMH旗艦店在巴黎的喬治五世大街3號開業時—起，公司便與當代藝術家進行了密切合作。其特色包括美國詹姆斯·特瑞爾製作的輕雕塑，長20米（65英尺）的「旅行梯」，展示了美國錄像藝術家蒂姆·懷特-索比斯基的作品，以及一部將商店與頂層相連、出自於冰島奧拉富·埃里亞森的電梯。 
此外，LVMH基金會還設立了「LVMH年輕創作者獎」，這是一項面向法國和國際美術愛好者的國際競賽。每年，將向獲獎者分配六筆贈款。
2013年11月，LVMH創立了LVMH年輕時裝設計師獎，獲獎者將獲得30萬歐元的獎金和為期一年的指導。這個獎項是Delphine Arnault的創意。  2014年選出了第一位優勝者。 2014年2月，該獎項的20名決賽入圍者在倫敦舉行展覽，例如Simone Rocha，Thomas Tait，Meadham Kirchhoff，Marques'Almeida，J JS Lee等 。 2015年5月，Marques'Almeida被宣佈為第二名。
LVMH還承辦其他時裝比賽，包括法國的安達姆獎，法國的耶爾國際時裝與攝影節，法國文化和傳播部為年輕設計師設立的投資基金，以及獎學金計劃和贊助在倫敦中央聖馬丁學校的演講廳。
集團還向年輕才華橫溢的音樂家提供了斯特拉迪瓦里（Stradivarius）小提琴。马克西姆·文格洛夫（Maxim Vengerov）和勞倫特·柯西亞（Laurent Korcia）就曾經使用這些樂器。
2014年，LVMH在位於巴黎布洛涅、由弗蘭克·格里（Frank Gerry）設計的一幢新建築中開設了路易威登基金會。 基金會被設計為集團自己的博物館，以展示其藏品並組織世界級的大型藝術展覽。
2019年8月26日，伯納德·阿諾特宣布，LVMH將捐贈1100萬美元以幫助撲滅2019年的巴西野火。

## 外部連結
- LVMH官方網站 （页面存档备份，存于）（法文）（英文）（意大利文）（日語）（俄文）（简体中文）